# Juan Bravo Castillo
Juan Bravo Castillo (Hellín, Albacete, 1948) es un catedrático de Filología francesa y Literatura comparada, traductor y editor español.

## Trayectoria
Licenciado y doctor en Filología francesa, ha alternado su vocación docente con la investigación, la traducción, la crítica literaria y la creatividad.
Fundador y director de Barcarola, revista decana de las publicaciones literarias españolas, ha publicado en tres volúmenes (2003, 2010 y 2016) los grandes hitos de la historia de la novela euroamericana, publicada por Cátedra. Especialista en Stendhal, ha traducido sus principales obras y publicado decenas de artículos reunidos en Sobre Sthendal (Nausicáa, 2007).

## Obras
Como narrador ha publicado dos libros de relatos (Páginas azarosas y Más allá del Rubicón) y dos novelas cortas (En el laberinto y Naufragio en el tiempo), todas ellas en la Colección Barcarola. En 2014 publicó el texto autobiográfico Frente al espejo. Otros títulos:
- Naturaleza muerta. Ediciones Contrabando, 156 págs. ISBN: 978-84- 949666-1-3.